# Metro de Hanoi
El metro de Hanoi és una futura xarxa metropolitana a la ciutat de Hanoi, capital del Vietnam.

## Història
Els treballs d'una primera línia (línia 3) de 12,50 km (dels quals 8,5 km aeris i 4 km subterranis), amb 12 estacions van començar l'any 2010. El grup francès Systra participa en la seva construcció.
Aquesta xarxa ha de tenir cinc línies a l'horitzó 2030.
La seva explotació comercial és confiada a una filial de Tokyo Metro Vietnam.

## Línies en construcció l'any 2020
L'any 2020, estan en construcció les línies 2A i la línia 3 i haurien d'inaugurar-se l'any 2021 la 2A i el 2023 la 3.

## Línies projectades
L'any 2019, les línies en projecte són les següents:
| Codi | N  | Nom de línia    | Itinerari | Longitud (km) | Situació                            | Nb | Cotxeres                 | Inv | Fi     |
| ---- | -- | --------------- | --- | ------------- | ----------------------------------- | -- | ------------------------ | --- | ------ |
| L    | 1  | Long Biên (L).  | Yên Viên/Dương Xá Long Biên Estació de Hanoi Ngọc Hồi                                                           | 36            | aprovació del pressupost a l'espera | 23 | Yên ViênDương XáNgọc Hồi | MoT | JICA   |
| H    | 2  | Hoàn Kiếm (H).  | Aeroport internacional de Nội Bài Nhat Tan Bridge Hoang Hoa Tham Lac Hoan Kiem Hang Bai Dai Co Viet Thuong Dinh | 42            | aprovació del pressupost a l'espera | 32 | Xuân ĐỉnhPhủ Lỗ.         | HPC | JICA   |
| C    | 2A | Cát Linh (C)    | Cát Linh Giảng Võ *Láng Hạ Thanh Xuan Ha Dong                                                                   | 14            | en curs d'execució pilot            | 12 | Yên Nghĩté.              | MoT | Chexim |
| V    | 3  | Văn Miếu (V)    | Trôi Nhổn Estació de Hanoi Hoang Mai                                                                            | 26            | en construcció                      | 26 | Nhổn                     | HPC | AFDBEI |
| T    | 4  | Thăng Long (T). | Me Linh Dong Anh Sài Đồng Vĩnh Tuy Ring road 2.5 Cổ Nhuế Liên Hà                                                | 54            | planificació inicial                | 41 | Liên HàĐại Mạch          | HPC | TBA    |
| K    | 5  | Kim Mã (K).     | Tay Ho Ngọc Khánh Boulevard Thăng Long An Khánh Ring road 4 Hoà Lạc                                             | 39            | planificació inicial                | 17 | Sơn Đồng Hoà Lạc         | HPC | TBA    |
| N    | 6  | Nội Bài (N).    | Aeroport internacional de Nội Bài - Phú Diễn - Hà Đông - Ngọc Hồi                                               | 43            | planificació inicial                | 29 | Ngọc Hồi Kim Mỗ          | HPC | TBA    |
| Đ    | 7  | Hà Đông (Đ)     | Mê Linh Nhổn Vân Canh Dương Nội Hà Đông                                                                         | 28            | planificació inicial                | 23 | Mê Linh                  | HPC | TBA    |
| M    | 8  | Mỹ Đình (M).    | Sơn Đồng Mai Dịch Ring road 3 Lĩnh Nam Dương Xá                                                                 | 37            | planificació inicial                | 26 | Sơn ĐồngCổ Bì            | HPC | KOICA  |
| S    | 9  | Sơn Tây (S).    | Sơn Tây Hoà Lạc Xuân Mai                                                                                        |               | planificació inicial                |    | Sơn TâyXuân Mai          | HPC | TBA    |
|      |    |                 | |               |                                     |    |                          |     |        |

### Monorail
Segons la planificació dels transports de Hanoi Capital a 2030, aprovada pel Primer ministre l'any 2016, a més de 8 línies de metro urbans, Hanoi preveu igualment de posar en marxa tres línies de tren monorail.
| Monorail | Trajecte                                                            | Distància(km) |
| -------- | ------------------------------------------------------------------- | ------------- |
| M1       | Liên Hà ↔ Tân Lập ↔ Any Khánh                                       | 11            |
| M2       | Giáp Bát ↔ Thanh Liệt ↔ Phú LươngMai Dịch ↔ Mỹ Đình ↔ Văn Mỗ ↔ Phúc | 22            |
| M3       | Nam Hồng ↔ Mê Linh ↔ Đại Thịnh                                      | 11            |